# DS3 Crossback
DS3 Crossback (укр. ДеЕс 3 Кросбек) — компактний кросовер, що виготовляється компанією DS Automobiles з 2018 року.

## Опис

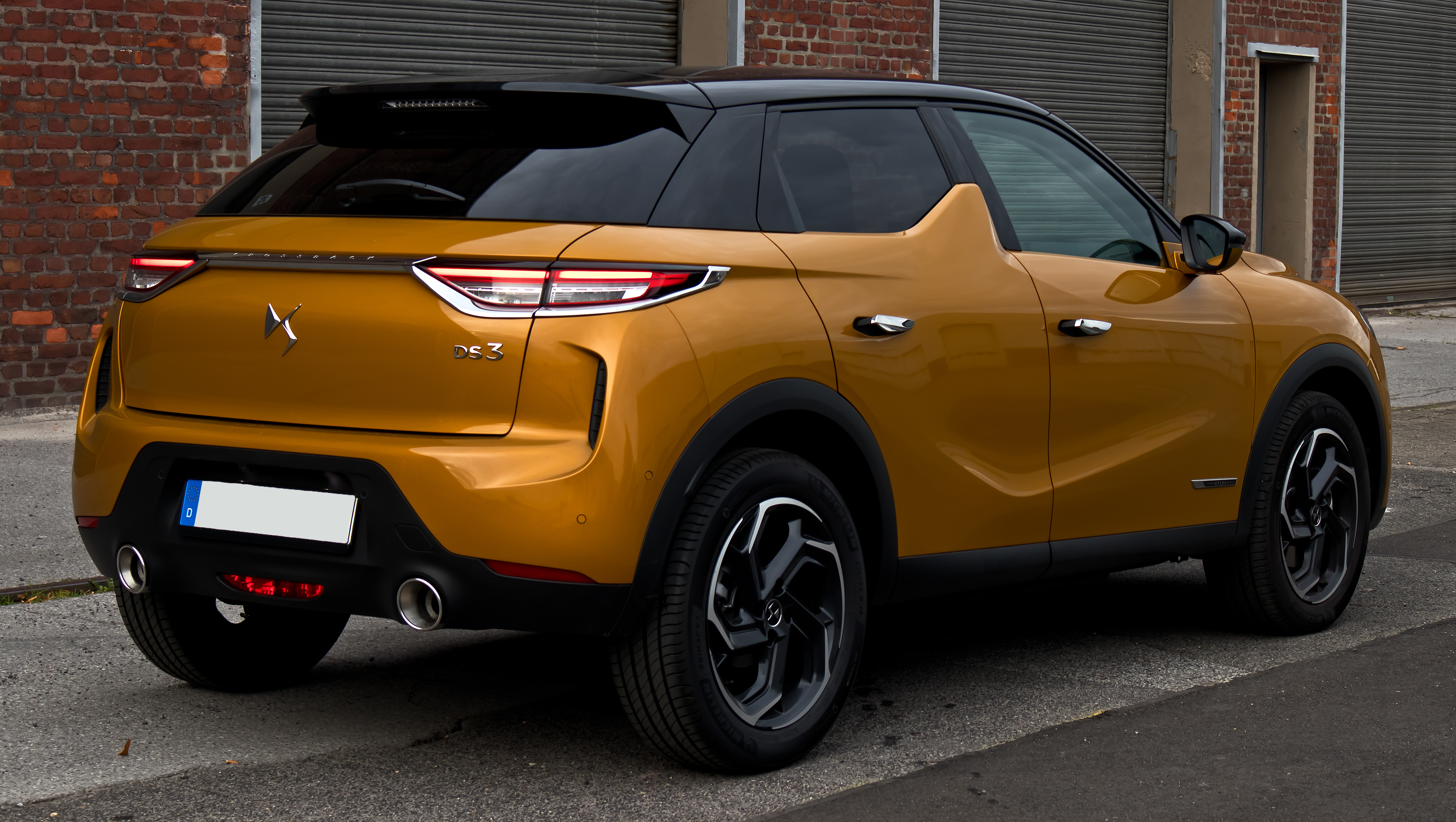
DS 3 Crossback

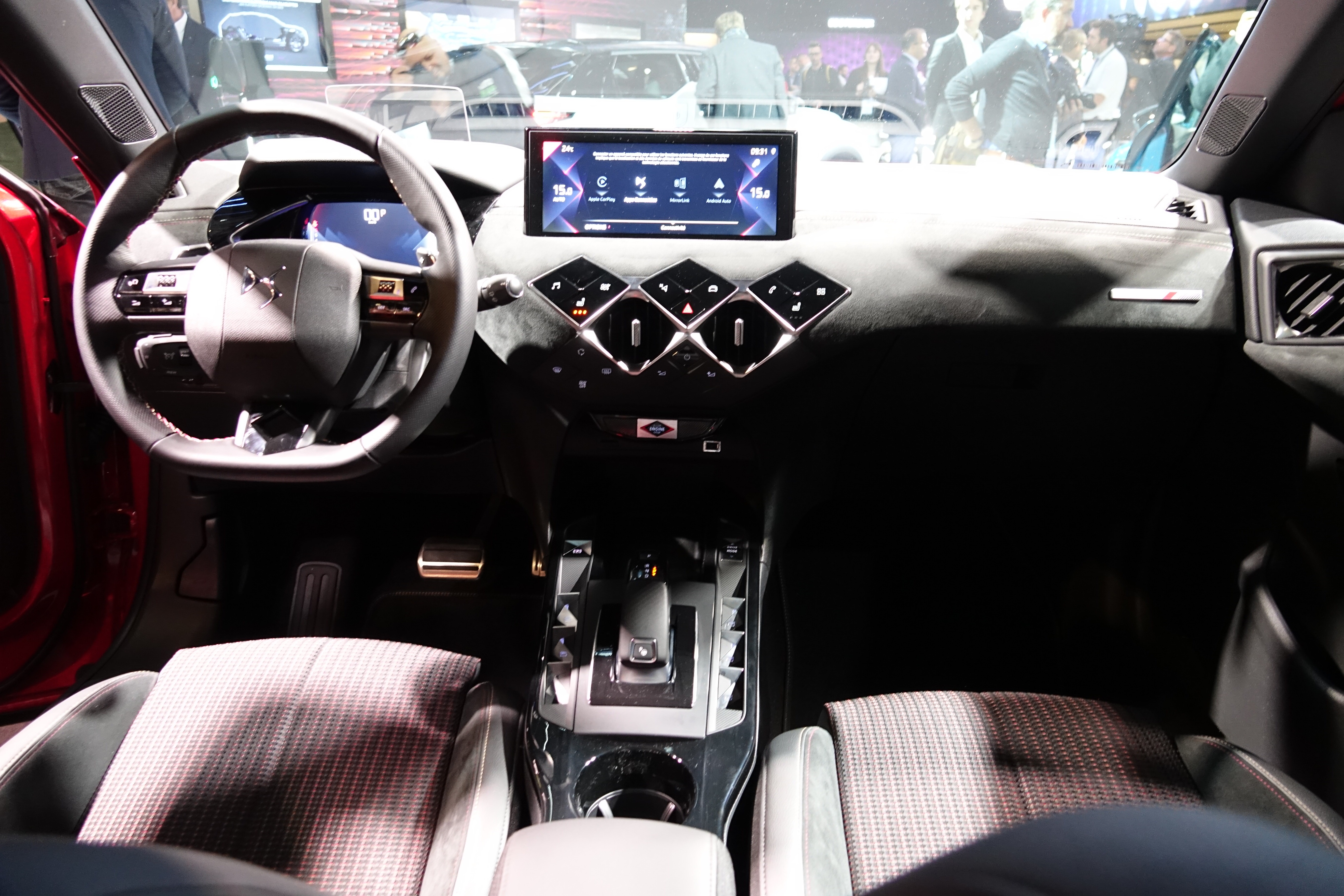
DS 3 Crossback

Компакт з ДВЗ побудований на платформі CMP, а електрична версія - на e-CMP. (Ця ж архітектура дісталася хетчбекам Peugeot 208 і Opel Corsa). Довжина - 4118 мм, ширина - 1791 висота - 1534, колісна база - 2558 мм. Конкурентами вважаються Audi Q2 і Mini Countryman.
Передня підвіска незалежна, задня також. Для руху по поганих дорогах або в важких погодних умовах є можливість вибрати з декількох варіантів налаштувань: «Пісок», «Бруд» або «Сніг».
Бензин - трициліндровий 1.2 PureTech (110, 130, 155 к.с.). Дизель - «четвірка» 1.5 BlueHDI (100, 130 к.с.). Електричний - 100 кВт (136 к.с., 260 Нм). Гібридний автомобіль з'явиться тільки після 2020 року. Та й батарейна версія E-Tense дебютувала наприкінці 2019-го. Паркетник DS 3 Crossback оснащений ДВЗ, комплектується виключно переднім приводом, шестиступінчастою «механікою» BMV6 і восьмишвидкісним «автоматом» EAT8, вийшов на європейський ринок в першому кварталі 2018 року.
По центру розташований дисплей діагоналлю 10,3 дюйма (найбільший в сегменті). Є й проєкційний дисплей, який виводить інформацію на лобове скло. Цифрова приборна панель йде в базовій комплектації. Двигун запускається зі смартфона. Бічні дефлектори обдування примостилися на дверях. У аудіосистеми Focal є 12 динаміків. Обсяг багажника - 350 л.
Автомобіль обладнаний матричними світлодіодними фарами головного світла DS MATRIX LED VISION.
DS3 Crossback також має активний круїз контроль, систему утримання авто в смузі руху Lane Keeping Assist, функція активного круїзу Stop & Go самостійно здатна уповільнювати авто до повної зупинки і сама почати рух коли трафік рушить. Датчики і камера на лобовому склі допомагають розпізнати автомобіль або іншу перешкоду попереду, попередити водія, а після і екстрено загальмувати, навіть без допомоги водія. Працює система як вдень, так і вночі.

### DS 3 Crossback E-Tense
Електричний DS 3 Crossback E-Tense обладнаний акумулятором ємністю 50 кВт • год та електродвигуном потужністю 136 к.с. крутним моментом 260 Нм, який від побутової розетки повністю заряджається за 20 годин (від експрес-станції за п'ять-сім годин), але поповнення до 80% займає 30 хвилин. Запас ходу не рекордний - 300 км за стандартом WLTP.

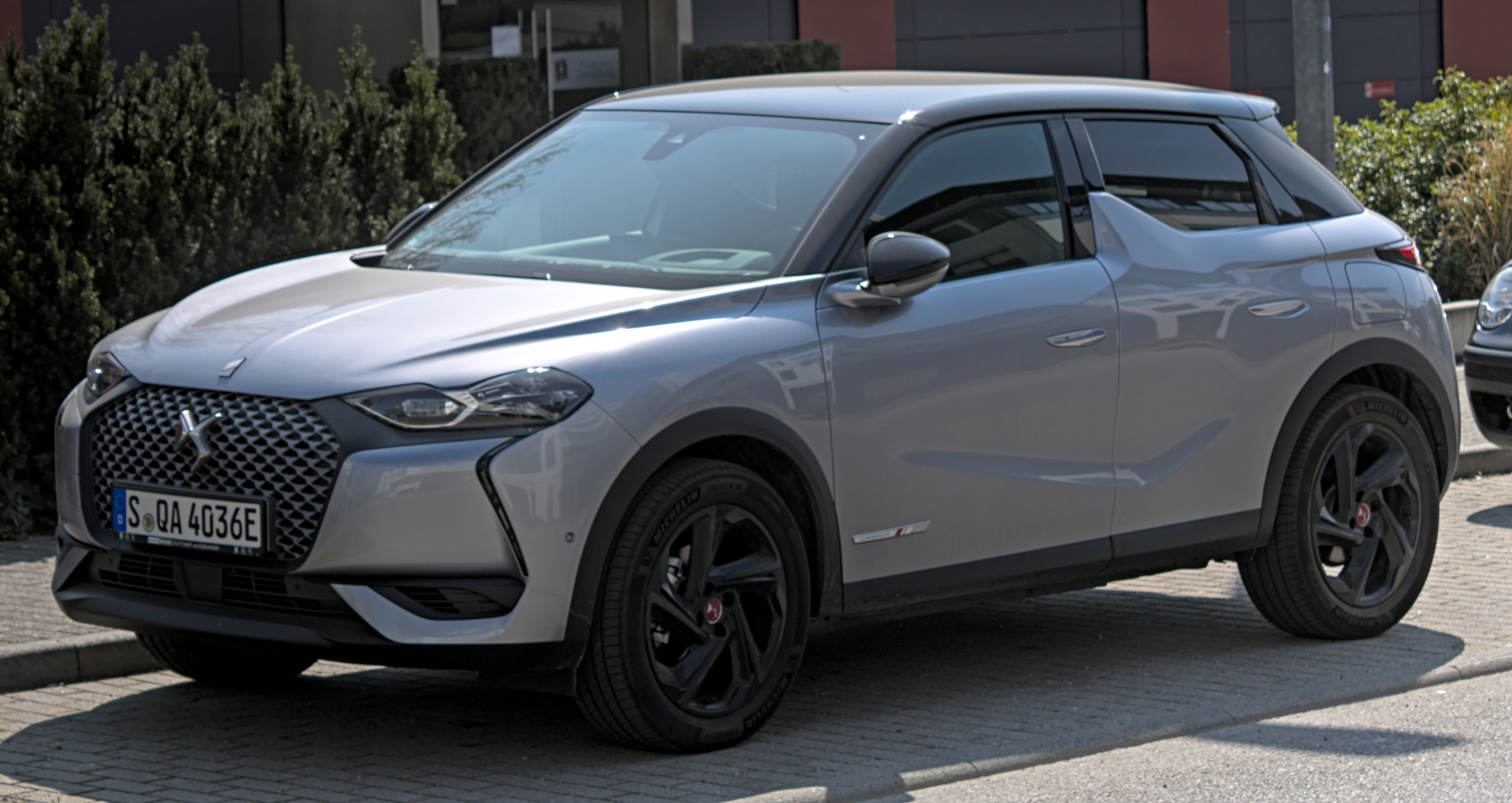
DS3 Crossback E-Tense
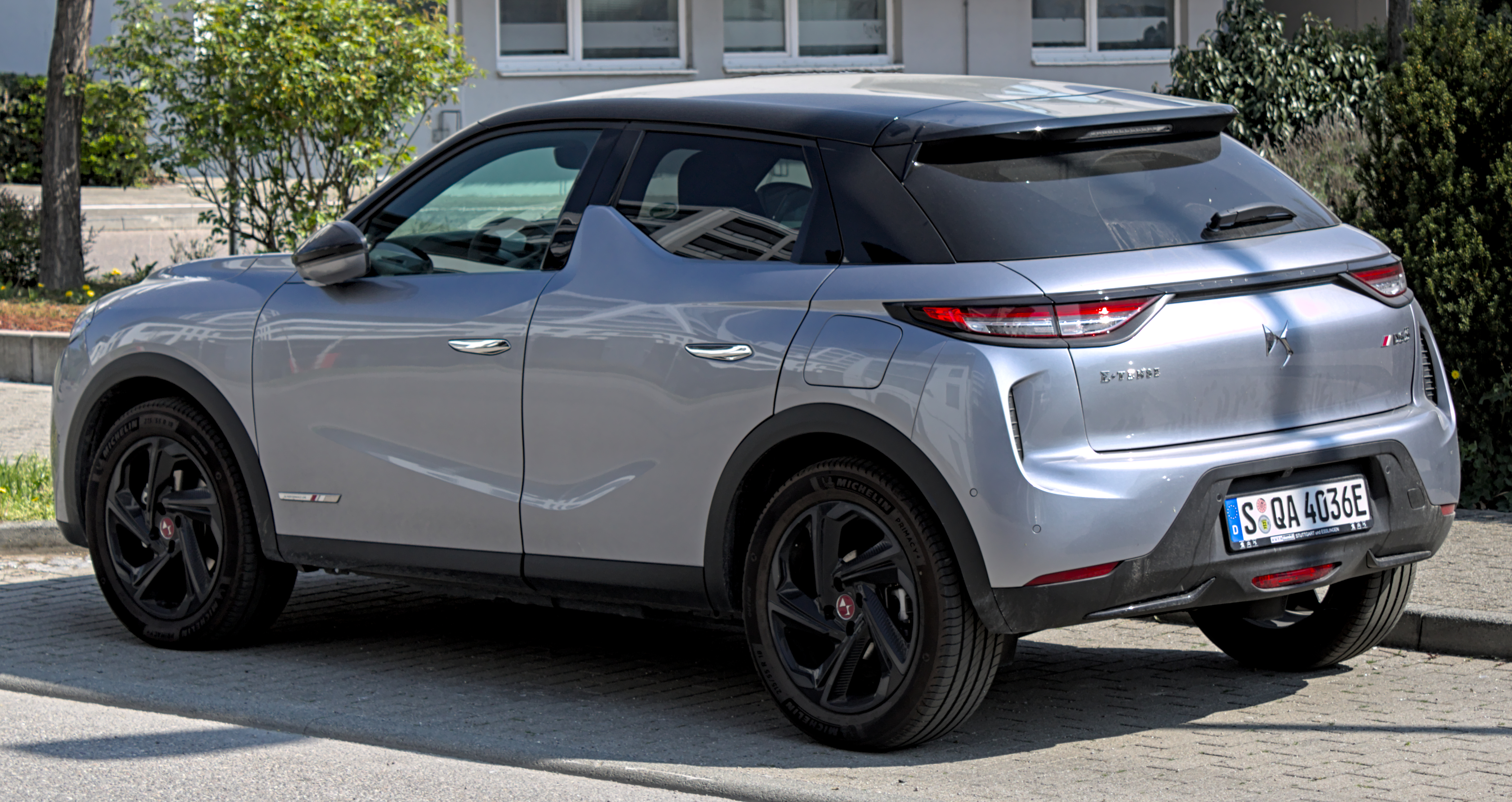
DS3 Crossback E-Tense

### Двигуни
- 1.2 L PSA EB2 PureTech I3 100 к.с. 205 Нм
- 1.2 L PSA EB2DTS PureTech I3 130 к.с. 230 Нм
- 1.2 L PSA EB2ADTX PureTech I3 155 к.с. 240 Нм
- 1.5 L PSA DW5 BlueHDi diesel I4 100 к.с. 250 Нм
- 1.5 L PSA DW5 BlueHDi diesel I4 130 к.с. 300 Нм
- E-Tense 50kWh 136 к.с. 260 Нм